# Breisgau-S-Bahn
Die Breisgau-S-Bahn ist ein S-Bahn-System im Großraum Freiburg im Breisgau, das vom Zweckverband Regio-Nahverkehr Freiburg (ZRF) ins Leben gerufen wurde. Der Betrieb wurde in einer ersten Ausbaustufe im Fahrplanjahr 2020 aufgenommen.

## Liniennetz
| Linie | Laufweg | Takt (in Minuten)                                                                                        | Betreiber |
| ----- | --- | --- | --------- |
| S1    | Breisach – Ihringen – Wasenweiler – Gottenheim – Hugstetten – (Freiburg-Landwasser – Freiburg Messe/Universität –) (sonn-/feiertags nur stündlich) Freiburg Klinikum – Freiburg (Breisgau) Hbf – Freiburg-Wiehre – Freiburg-Littenweiler – Kirchzarten – Himmelreich – Hinterzarten – Titisee – Feldberg-Bärental – Altglashütten-Falkau – Aha – Schluchsee – Seebrugg Züge verkehren zwischen Gottenheim und Freiburg Hbf vereinigt mit S11 von/nach Endingen, Züge nach und von Seebrugg verkehren zwischen Freiburg Hbf und Titisee vereinigt mit S10 nach/von Villingen Stand: Fahrplanwechsel Dezember 2022 | 30 min (Breisach–Freiburg Hbf) 20/40 min (Freiburg Hbf–Kirchzarten/Titisee) 60 min (Titisee–Seebrugg)    | DB Regio  |
| S10   | Freiburg (Breisgau) Hbf – Freiburg-Wiehre – Freiburg-Littenweiler – Kirchzarten – Himmelreich – Hinterzarten – Titisee – Neustadt (Schwarzw) – Rötenbach (Baden) – Löffingen – Bachheim – Unadingen – Döggingen – Hüfingen Mitte – Donaueschingen (– Donaueschingen-Mitte/Siedlung – Donaueschingen-Aufen – Donaueschingen-Grüningen – Brigachtal-Klengen – Brigachtal-Kirchdorf – Marbach West (Villingen-Schwenningen)) (einzelne Züge in Tagesrandlage) – Villingen (Schwarzw) Züge verkehren zwischen Freiburg Hbf und Titisee vereinigt mit S1 nach/von Seebrugg Stand: Fahrplanwechsel Dezember 2022       | 60 min                                                                                                   | DB Regio  |
| S11   | Endingen am Kaiserstuhl – Riegel am Kaiserstuhl Ort – Bahlingen am Kaiserstuhl – Bahlingen-Riedlen – Nimburg (Baden) – Eichstetten am Kaiserstuhl – Bötzingen Mühle – Bötzingen – Gottenheim – Hugstetten – (Freiburg-Landwasser – Freiburg Messe/Universität –) (sonn-/feiertags nur stündlich) Freiburg Klinikum – Freiburg (Breisgau) Hbf – Freiburg-Wiehre – Freiburg-Littenweiler – Kirchzarten – Himmelreich – Hinterzarten – Titisee – Neustadt (Schwarzw) Züge verkehren zwischen Gottenheim und Freiburg Hbf vereinigt mit S1 von/nach Breisach Stand: Fahrplanwechsel Dezember 2022                    | 30 min (Endingen–Freiburg Hbf) 20/40 min (Freiburg Hbf–Kirchzarten/Titisee) 60 min (Titisee–Neustadt)    | DB Regio  |
| S2    | Freiburg (Breisgau) Hbf – Freiburg-Herdern – Freiburg-Zähringen – Gundelfingen (Breisgau) – Denzlingen – Buchholz (Baden) – Batzenhäusle – Waldkirch – Kollnau – Gutach (Breisgau) – Bleibach – Niederwinden – Oberwinden – Elzach Stand: Fahrplanwechsel Dezember 2022 | 30 min (Freiburg–Bleibach) 30/60 min (Bleibach–Elzach wochentags) 60 min (Bleibach–Elzach am Wochenende) | SWEG      |
| S3    | (Freiburg (Breisgau) Hbf –) (ein Zugpaar sonn-/feiertags) Bad Krozingen – Bad Krozingen Ost – Oberkrozingen – Staufen – Staufen Süd – Etzenbach – Dietzelbach – Hof (Münstertal) – Münstertal (Schwarzwald) Stand: Fahrplanwechsel Dezember 2022 | 60 min 30 min (Bad Krozingen–Staufen Süd werktags) 30/60 min (Staufen Süd–Münstertal wochentags)         | SWEG      |
| S5    | Riegel-Malterdingen – Riegel am Kaiserstuhl Ort – Endingen am Kaiserstuhl – Königschaffhausen – Sasbach am Kaiserstuhl – Jechtingen – Burkheim-Bischoffingen – Oberrotweil – Achkarren – Breisach Stand: Fahrplanwechsel Dezember 2022 | 60 min 30 min (Riegel-Malterdingen–Endingen nachm. zur HVZ)                                              | SWEG      |

Hierbei handelt es sich um das vorgesehene Liniennetz, welches sich teilweise von dem in der Realität umgesetzten Netz unterscheidet (siehe Abschnitt: Betriebsprobleme). 

## Geschichte

### Hintergrund
Unter dem Projektnamen „Breisgau-S-Bahn 2005“ wurde auf den Pilotstrecken (Breisacher Bahn, Elztalbahn und östliche Kaiserstuhlbahn) ein neues Verkehrskonzept entwickelt. Diese Bahnstrecken wurden ausgebaut, die Bahnhöfe modernisiert und das Fahrplanangebot deutlich ausgeweitet. Tagsüber verkehren die Züge im Halbstundentakt. Auf der Breisacher Bahn übernahm die Breisgau-S-Bahn GmbH 1997 den Betrieb von der Deutschen Bahn. Seitdem wurden Regio-Shuttle (RS1) eingesetzt. Seit Mai 2000 verkehrten die Züge der SWEG auf der östlichen Kaiserstuhlbahn zwischen Gottenheim und Bahlingen im 30-Minuten-Takt, zwei neue Haltepunkte wurden eröffnet. Auf der Elztalbahn verkehrte seit Dezember 2002 ebenfalls die Breisgau-S-Bahn GmbH. Bis September 2004 wurden alle Stationen modernisiert. Im November 2008 wurde ein Fahrgastzuwachs auf der Elztalbahn von 300 Prozent innerhalb von zehn Jahren ermittelt.

### Planung
Am 18. Mai 2012 wurde vom Zweckverband eine Finanzierungsvereinbarung über den Ausbau der Elztalbahn sowie des Abschnittes Neustadt–Donaueschingen der Höllentalbahn mit der Bahn unterzeichnet. Die Kosten wurden damals auf 290 Millionen Euro geschätzt. Im November 2012 gab die Bahn bekannt, dass der Ausbau der Strecken bis zu dreimal teurer werden könne. Beispielsweise sollte der Ausbau der Elztalbahn 66 Millionen Euro statt der zuvor angesetzten 19 Millionen Euro kosten. Daraufhin erklärte sich die Landesregierung bereit, die Breisacher Bahn und die Elztalbahn zu übernehmen und selbst auszubauen.

### Vergabe der Verkehrsleistungen
Die zu erbringenden Verkehrsleistungen wurden europaweit ausgeschrieben. Um mehr Wettbewerb zu ermöglichen, wurde das Streckennetz dazu in drei Vergabebereiche zerteilt. Die Vergaben erfolgten 2016 und 2017.
| Netz | Bezeichnung       | Linien       | Inbetriebnahme                                       | Betreiber   | Fahrzeugeinsatz                           |
| ---- | ----------------- | ------------ | ---------------------------------------------------- | ----------- | ----------------------------------------- |
| 9a   | Breisgau Ost-West | S1, S10, S11 | Dezember 2019                                        | DB Regio AG | Alstom Coradia Continental; Siemens Mireo |
| 9b   | Freiburger Y      | S2, S3, S5   | Dezember 2019 (S2 vollständig erst im November 2021) | SWEG        | Bombardier Talent 3                       |
| 4    | Rheintal          | S4, S41      | Juni 2020 (noch als RB26 und RB27)                   | DB Regio AG | Siemens Desiro HC; Siemens Mireo          |

## Maßnahmen
Eine Kooperationsvereinbarung zwischen der Regio-Verbund Gesellschaft mbh (RVG) und der Nahverkehrsgesellschaft Baden-Württemberg (NVBW) vom 11. März 2009 beinhaltete die Elektrifizierung folgender Strecken im Freiburger Raum bis zum Jahr 2018, deren Fertigstellung sich teilweise bis November 2021 hinzog:
KBS 723: Breisach – Riegel-Malterdingen (Kaiserstuhlbahn)
KBS 724: Riegel Ort – Gottenheim (Kaiserstuhlbahn)
KBS 725: Bad Krozingen – Münstertal (Münstertalbahn); 2013 abgeschlossen
KBS 726: Denzlingen – Elzach (Elztalbahn); 2021 abgeschlossen
KBS 727: Neustadt – Donaueschingen (Höllentalbahn)
KBS 729: Freiburg – Breisach (Breisacher Bahn)
Nach der Fertigstellung der neuzubauenden weiträumigen Güterumgehung von Freiburg soll ferner die bestehende Güterumgehungsbahn Freiburg durch den Bau zweier Verbindungskurven am Kreuzungspunkt mit der Breisacher Bahn für den Personenverkehr genutzt werden.
Das Projekt beinhaltete die Modernisierung und den barrierefreien Ausbau der Stationen auf eine einheitliche Bahnsteighöhe von 55 Zentimetern über Schienenoberkante. Mittelfristig ist außerdem der Neubau mehrerer Haltepunkte vorgesehen.
Rheintalbahn: Eschbach-Tunsel, Freiburg-Vauban (anstatt jetzigem Hp Freiburg-St. Georgen), Freiburg Komturplatz (anstatt jetzigem Hp Freiburg-Herdern)
Höllentalbahn: Freiburg Pressehaus, Freiburg Stadthalle, Freiburg Kappelertal, Birkenhof
Güterumgehungsbahn: Freiburg-St. Georgen, Freiburg-Haslach, Freiburg Runzmattenweg, Freiburg Messebahnhof, Freiburg Tullastraße
Zusätzlich sollten das Straßenbahnnetz Freiburgs deutlich erweitert werden und Umsteigebahnhöfe mit den regionalen Bahnstrecken entstehen. Darüber hinaus sollten die regionalen Buslinien auf den Bahnverkehr abgestimmt werden.

## Ausbaustufen

### 2020
Mit der Betriebsaufnahme zum Fahrplanwechsel im Dezember 2019 in den Vergabenetzen „Breisgau Ost-West“ und „Freiburger Y“ sowie „Rheintal“ im Juni 2020 sollten mehr umsteigefreie Direktverbindungen entstehen. Die Linie S1/S10 sollte halbstündlich in Gottenheim und stündlich in Titisee geflügelt werden. Aufgrund von Problemen bei der Kuppelung der Züge musste auf der Linie S1 seit dem 17. Februar 2020 ein verändertes, weniger kompliziertes Fahrplankonzept eingeführt werden, wonach in Gottenheim wieder in den Pendelverkehr nach Endingen a. K. umgestiegen werden musste. Damit entfällt in Gottenheim das Flügeln und Kuppeln der Züge.
Der Fahrplan sollte damit stabilisiert werden und ein verlässlicher Betrieb gewährleistet sein. Im Juni 2020 wollten die Verantwortlichen zum alten Fahrplankonzept zurückkehren, was jedoch angesichts anhaltender Probleme so nicht erfolgte. Stattdessen wurden die „Wiederherstellung der Vertaktung“ und „Wiederherstellung der halbstündlichen Durchbindung über Freiburg Hbf hinaus“ erst für den Fahrplanwechsel im Dezember 2020 angekündigt. Anhaltende Probleme riefen im Oktober 2020 empörte Politiker und Behördenvertreter auf den Plan. Von 26 Zügen des Typs Alstom Coradia Continental waren nur 20 einsetzbar, was zu Zugausfällen, Verspätungen und überfüllten Zügen führte.
Nachdem seit 1. November 2020 alle Siemens Mireos geliefert waren, konnte auf der Rheintalstrecke das Notkonzept (Entfall einiger Halte zwischen Freiburg und Ringsheim) aufgegeben und seitdem alle Halte bedient werden. Auch beim Mireo gab es technische Probleme.
Am 13. November 2021 wurde an der Elztalbahn der Abschluss des Projektes gefeiert. Kritiker bemerken, dass von einem Abschluss des Projektes angesichts anhaltender Fahrzeug- und Stellwerksstörungen, unzureichender Infrastruktur und einer hinter dem Anfang der 2010er-Jahre kommunizierten Konzept vielfach zurückbleibenden Angebot nicht die Rede sein könne.

### 2030
Am 10. Oktober 2022 begann mit der Unterzeichnung der Gründungserklärung die Arbeit der Zukunftskommission Breisgau-S-Bahn. Erster Schritt ist die weitere Stabilisierung der Betriebsqualität, wozu bereits am 4. Februar 2022 ein „Acht-Punkte-Sofortprogramm“ verabschiedet und mittlerweile in großen Teilen umgesetzt wurde.
Seit Februar 2023 werden im Monatsrhythmus Daten zur Pünktlichkeit bei Ankunft und Abfahrt der Züge auf der Ost-West-Achse der Breisgau-S-Bahn (Netz 9a) sowie auf den Strecken der Kaiserstuhlbahn West, der Elztalbahn und der Münstertalbahn veröffentlicht. Für die Ost-West-Achse und die Elztalbahn sind auch Daten zu den Kapazitäten in den Zügen einsehbar.
Im Kernraum um Freiburg zwischen Gottenheim und Kirchzarten sowie zwischen Emmendingen/Waldkirch und Bad Krozingen ist im Koalitionsvertrag künftig ein 15-Minuten-Takt vorgesehen, im Umland ein 30-Minuten-Takt. Dazu ist neben dem laufenden Ausbau auf vier Gleise der Rheintalbahn auch der durchgehende Ausbau auf zwei Gleise zwischen Gottenheim und Kirchzarten nötig. Der Neubau des dritten und vierten Gleises der Rheintalbahn ist laut aktueller Planung nicht vor 2031 fertiggestellt, im Anschluss soll bis 2038 der Ausbau der bestehenden zwei Gleise erfolgen.
Neu in das Projekt Breisgau-S-Bahn aufgenommen werden soll die grenzüberschreitende Bahnstrecke Freiburg–Colmar. Vorgesehen ist auch die Ergänzung des Systems durch beschleunigte Expressverbindungen auf den Strecken Freiburg – Neustadt – Villingen/Gäubahn sowie Freiburg – Breisach – Colmar.

### Zielkonzept

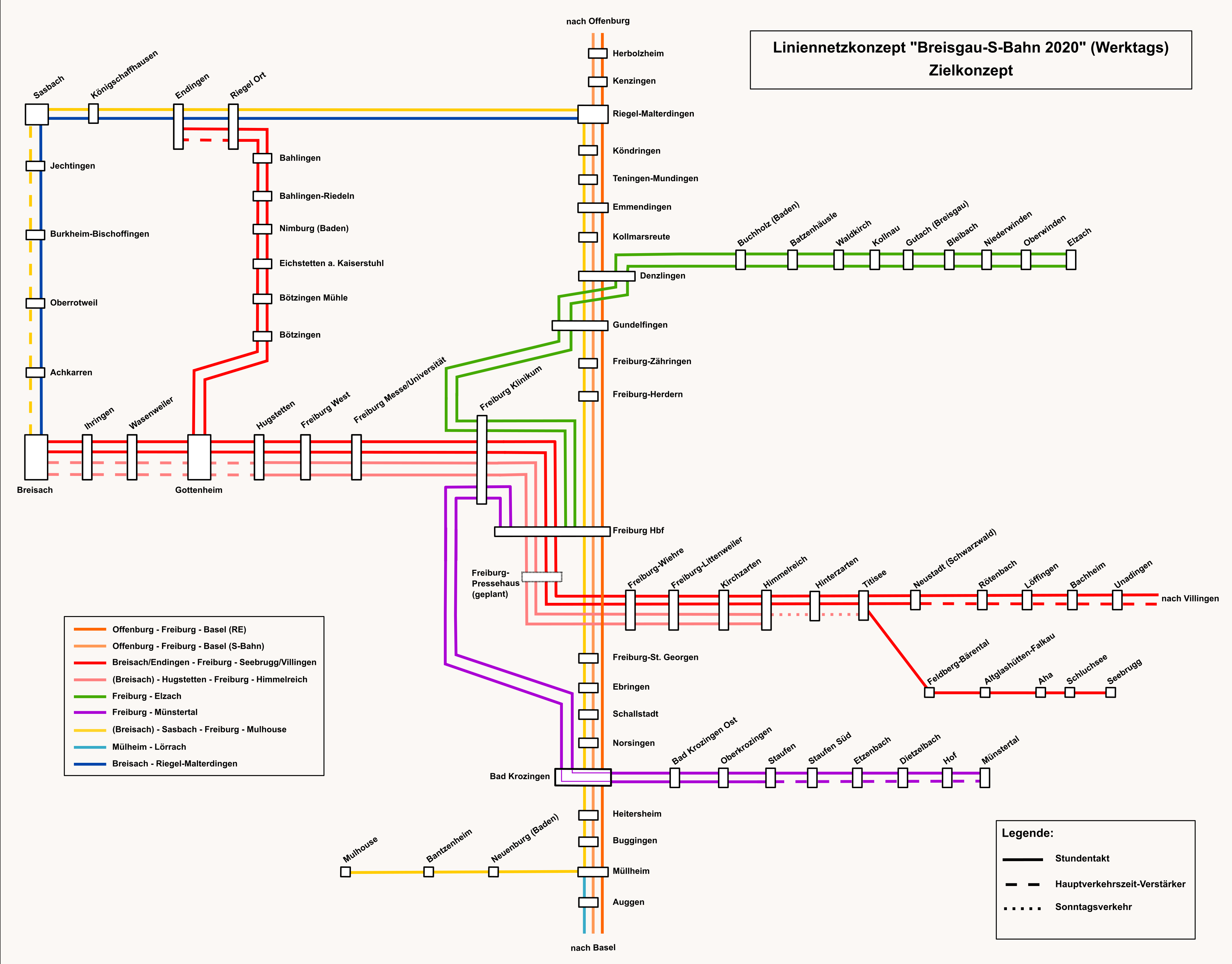
Zielkonzept

Das Zielkonzept sieht acht Linien vor und soll 235 Kilometer lang werden. Im Vergleich zum Ausbauzustand 2020 sind unter anderem
- ein durchgehender 30-Minuten-Takt bis Elzach,
- die Führung der S2 und S3 über die Güterbahn,
- die Verlängerung der S41 bis Sasbach,
- drei Züge pro Stunde und Richtung zwischen Offenburg und Freiburg (4 ab Riegel-Malterdingen),
- ein 30-Minuten-Takt zwischen Basel und Müllheim,
- Durchbindung aller Regional-Express-Züge nach Karlsruhe Hbf (nach Fertigstellung des Rastatter Tunnels) und
- ein 15-Minuten-Takt auf dem Abschnitt zwischen Himmelreich und Gottenheim vorgesehen (Verlängerung der S11 sowie bestehende S1).

Jedoch hängen besonders die S-Bahn-Linien S4 und S41 auf der Rheintalbahn vom Bau des dritten und vierten Gleises durch die Rheinebene ab, da sonst nicht genügend Kapazität für den Regionalverkehr zur Verfügung steht.

## Betriebsprobleme
Auch das im Vergleich zum Ursprungsplan reduzierte Betriebskonzept für den Ausbau 2020 wird Stand Ende 2024 nicht umgesetzt. Auf der Höllentalbahn halten die Radsätze der verwendeten Alstrom Coradia Continental 1440 etwa nur halb so lange als ursprünglich garantiert, weswegen sich ein Teil der Flotte dauerhaft in der Werkstatt befindet. Dies führt zu verminderter Kapazität insbesondere auf der Achse zwischen Freiburg und Titisee. Kopplungen und Vereinigungen haben sich in Titisee massiv reduziert, immer wieder fährt nur ein Zugteil der S1 von Freiburg Richtung Titisee – ohne S10 nach Villingen als zweiten Zugteil. Der Betrieb der Dreiseenbahn ist seit 2023 vollständig abgetrennt, es muss immer in Titisee umgestiegen werden. Ab Februar 2024 verkehrten zwischen Titisee und Seebrugg für mehrere Monate montags bis freitags überhaupt keine Züge, da diese auf der Hauptstrecke verwendet wurden.
Auch eine durchgehende Fahrt nach Endingen ist aktuell nicht garantiert, da zwischen Gottenheim und Endingen Dieselfahrzeuge der SWEG eingesetzt werden, um den Betrieb zu stabilisieren. Zudem soll ab 2032 die Flotte der Breisgau-S-Bahn Ost-West komplett ersetzt werden, bereits ab 2026 soll mit weiteren Ersatzfahrzeugen insbesondere eine höhere Kapazität zwischen Freiburg und Villingen garantiert werden.